# Prêmio Jovem Brasileiro 2023
O Prêmio Jovem Brasileiro 2023 foi a 22ª edição desse evento, que foi realizado no Audio Club, na cidade de São Paulo, no Brasil. A cerimônia foi apresentada pela atriz Carla Diaz. O evento foi transmitido pelo serviço de streaming BandPlay.

## Vencedores e indicados
As indicações foram reveladas em 5 de setembro de 2023. LOUD Coringa foi o mais indicado, com cinco indicações, enquanto Vivi Lucas foi a segunda, com quatro. Os vencedores estão listados primeiro e destacados em negrito.
| Melhor Cantora | Melhor Cantor |
| --- | --- |
| - Mari Fernandez - Ana Castela - Ludmilla - Melody - Simone Mendes | - Gustavo Mioto - Jão - Léo Santana - Luan Santana - Murilo Huff - Zé Felipe |
| Hit do Ano | Dupla do Ano |
| - Erro Gostoso – Simone Mendes - Leão – Marília Mendonça e Xamã - Nosso Quadro – Ana Castela - Seu Brilho Sumiu – Israel & Rodolffo e Mari Fernandez - Zona de Perigo – Léo Santana          | - Israel & Rodolffo - Maiara e Maraisa - Hugo e Guilherme - Matheus e Kauan - Zé Neto e Cristiano |
| Melhor Banda | Melhor Feat |
| - BFF Girls - Melim - Menos é Mais - NX Zero - Sorriso Maroto | - Seu Brilho Sumiu – Israel & Rodolffo e Mari Fernandez - Coração Cigano – Luísa Sonza e Luan Santana - Love Love – Melody, Naldo Benny e Matheus Alves - Moletom – Gustavo Mioto e Luan Pereira - Quem Tá Pegando – Murilo Huff e Wesley Safadão |
| Melhor Ator | Melhor Atriz |
| - Igor Jansen – Poliana Moça - Diego Martins – Terra e Paixão - Gian Lucca Mauad – A Infância de Romeu e Julieta - Miguel Ângelo – A Infância de Romeu e Julieta - Théo Medon – Poliana Moça | - Larissa Manoela – Além da Ilusão - Lorena Queiroz – A História Delas - Pietra Quintela – Poliana Moça - Vittória Seixas – A Infância de Romeu e Julieta - Vivi Lucas – A Infância de Romeu e Julieta                                            |
| Melhor Programa, Série, Novela ou Reality | Melhor Apresentador |
| - A Infância de Romeu e Julieta - Domingo Legal - Hora do Faro - Poliana Moça - Vai na Fé | - Ana Clara Lima - Rodrigo Faro - Eliana - Marcos Mion - Tatá Werneck |
| Melhor participante de Reality | Diversidade e Inclusão |
| - Key Alves - Amanda Meirelles - Arthur Aguiar - Bruna Griphao - Juliette | - Pequena Lo - Andy Ferreira - Diego Martins - Diva Depressão - Vanessa Lopes |
| Fitness | Make |
| - Jade Picon - Andressa Karoline - Elana Valenaria - Larissa Santos - Mel Maia | - Marilia Miranda - Boca Rosa - By Pamella - Carol Garcia - Mari Maria |
| Humor | Rei/Rainha do Insta |
| - Lucas Guedes - Igor Guimarães - Larissa Gloor - Rafa Uccman - Thiago Ventura | - Carlinhos Maia - Gkay - Key Alves - Lucas Guedes - Virginia Fonseca |
| Revelação Digital | Youtuber |
| - Nathália Costa - Biarciane - EuPatrick - Gustavo Benedetti - Vittória Seixas | - Camila Loures - Enaldinho - LOUD Victor - Tainá Costa - T3ddy |
| Melhor Gamer | Eu Shippo |
| - LOUD Coringa - Julia Mine - Natasha Panda - Nobru - Samira Close | - PITHEO – Pietra Quintela e Théo Medon - LILEX – Lívia e Alex - ROMIETA – Romeu e Julieta (A Infância de Romeu e Julieta) - Tainá Costa e Victor - Virginia Fonseca e Zé Felipe                                                                  |
| Meu Crush | Trend do TikTok |
| - Théo Medon - Gabriel Santana - Gian Lucca Mauad - LOUD Victor - Miguel Ângelo | - Tá OK – Dennis DJ e Kevin O Chris - Barbie - Não Me Olhe Assim - Pra Vaquejada Eu Vou – Tarcísio do Acordeon - Vai Novinha An An An – DJ Dyamante                                                                                               |
| Melhor TikToker | Melhor Fandom do Brasil |
| - Tainá Costa - Clara Garcia - Gkay - Lana Negrini - Mihtanino | - Vivináticas – Vivi Lucas - Coringuetes – LOUD Coringa - Gkayzeiros – Gkay - Lolonáticas – Lorena Queiroz - Larináticos – Larissa Manoela |
| Jovem Mais Estiloso do Brasil | Melhor Podcast do Brasil |
| - João Guilherme - Vivi Lucas - Gabriel Santana - Igor Jansen - Larissa Manoela | - PocCast - Flow Podcast - PodCats - PodDelas - Queijo Com Goiabada |
| Crianças Que Já Fazem História | |
| - Lorena Queiroz - Miguel Ângelo - Boca 09 - Pietra Quintela - Vivi Lucas | |

### Homenageados
O júri técnico do Prêmio Jovem Brasileiro homenageou a apresentadora e colunista da TV Globo, Tati Machado, e o apresentador, João Silva, da Rede Bandeirantes com o prêmio Revelação da TV.
| Revelação da TV             | Revelação da TV |
| --------------------------- | --------------- |
| - João Silva - Tati Machado |                 |